# Donald Tsang
Donald Tsang Yam Kuen KBE (chinês tradicional: 曾蔭權, Pinyin: Zēng Yīnquán; 7 de outubro de 1944) é um ex-funcionário público de Hong Kong que serviu como segundo Chefe do Executivo de Hong Kong de 2005 a 2012.

## Carreira
Tsang ingressou no serviço civil colonial como Diretor Executivo em 1967, ocupando vários cargos na administração local, finanças e comércio antes de ser nomeado Secretário Financeiro de Hong Kong em 1995, tornando-se o primeiro chinês étnico a ocupar o cargo sob administração britânica. Ele continuou a servir no governo da RAE de Hong Kong após 1997 e ganhou sua reputação internacional por sua intervenção no mercado de ações de Hong Kong na defesa da atrelagem do dólar de Hong Kong ao dólar dos EUA durante a crise financeira de 1997.
Tsang tornou -se secretário-geral da administração em 2001 e concorreu ao cargo de chefe-executivo em 2005, após a renúncia do atual presidente Tung Chee-hwa. Ele serviu o mandato restante de Tung e foi reeleito em 2007. Ele serviu por um mandato completo de cinco anos até deixar o cargo em 2012. Em seus sete anos de mandato, ele propôs duas propostas de reforma constitucional em 2005 e 2010 e viu o o segundo passou depois que ele chegou a um compromisso com o pró-democracia legisladores, tornando-se a primeira e única proposta de reforma política a ser aprovada na história da RAE. Ele executou um plano de política de cinco anos e dez projetos de infraestrutura de grande escala durante seu mandato. Sua popularidade começou a declinar após a introdução do Sistema de Nomeações Políticas, que foi marcado por controvérsias e escândalos.
Nos últimos meses de seu mandato, Tsang foi envolvido por várias alegações de corrupção. Ele foi posteriormente acusado pela Comissão Independente contra a Corrupção e foi considerado culpado de uma acusação de má conduta em cargos públicos em fevereiro de 2017 e foi condenado a 20 meses de prisão, tornando-se o mais alto detentor de cargo na história de Hong Kong a ser condenado e preso. Seu nome foi posteriormente limpo quando o Tribunal de Última Instância anulou por unanimidade sua condenação e sentença em junho de 2019, sob o fundamento de que o juiz de primeira instância havia confundido o júri.